# Mont Devès
Le mont Devès est un sommet d'origine volcanique culminant à 1 421 m d'altitude dans le département français de la Haute-Loire. C'est le point culminant du massif du Devès dans le Massif central.

## Géographie

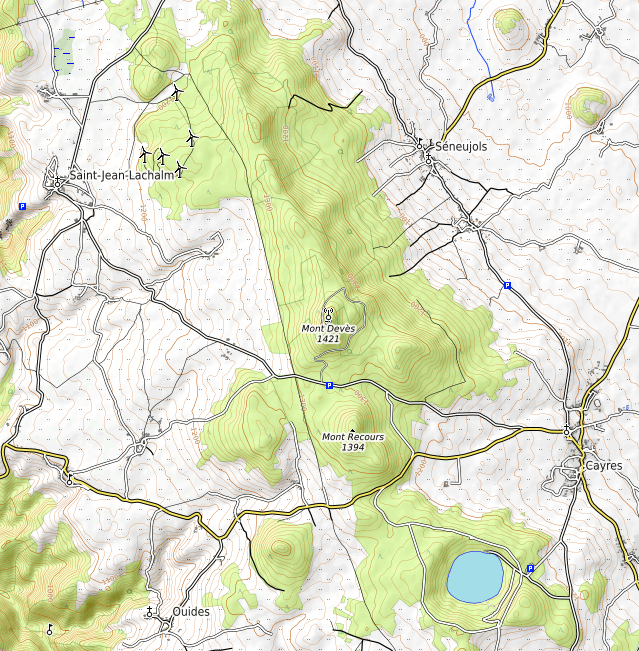
Carte topographique.

Le mont Devès est situé dans le massif du Devès, dont il constitue le point culminant, au sein du Massif central. Une antenne-relais se trouve sur son sommet.